# 中非共和國
中非共和國（法語：République centrafricaine），通稱中非，是位於非洲中部的國家。作為一內陸國家，中非從西邊起依順時針方向，分別与喀麥隆、乍得、蘇丹、南蘇丹、剛果民主共和國和剛果共和國相接壤。中非成立於1958年12月，初期為半自治的政府型態，后于1960年8月13日正式宣佈獨立。首都班基（Bangui，又譯班吉）是位於烏班基河（Oubangui）沿岸的邊境城市。
中非前身為法屬乌班吉沙里領地（Territoire d'Oubangui-Chari），是法國位於非洲的殖民地之一。1960年独立后，中非共和国被一系列专制领导人所统治，包括一次失败的君主制尝试。1993年，在日益高涨的民主呼声下，中非迎来第一次民主选举，昂热-菲利克斯·帕塔塞当选为总统。2003年，中非发生军事政变，帕塔塞被弗朗索瓦·博齐泽将军罢免。2004年，中非爆发内战，尽管参战双方于2007年签订了和平协议，以及在2011年又签订了另一项和平协议，但在2012年冲突再次爆发。连绵不绝的战争，以及参与战争的各武装团体普遍和日益增多的侵犯人权的行为（如任意囚禁、酷刑和限制新闻自由及行动自由等），导致该国长期保持糟糕的人权记录。
尽管中非共和国拥有大量的矿藏和自然资源，如铀储量、原油、黄金、钻石、钴、木材、水电以及大量的耕地等，其仍然是世界上最贫困的十个国家之一。截止2017年，中非共和国的人均GDP（以购买力平价计算）位于世界倒数第一。2019年，中非的人类发展指数位于世界倒数第二，仅高于尼日尔。有研究表明，中非是世界上最不健康的国家和最不适宜年轻人的国家。

## 歷史

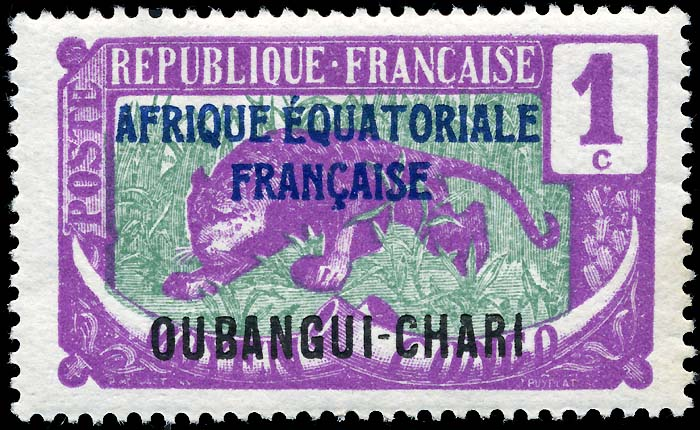
1924年郵票

约10000年前，荒漠化使得狩猎和采集的部落向南迁徙来到中非北部的萨赫勒地区。这些部落开始定居并从事农业活动，这个成为新石器革命的一部分。
在7世纪，中非已经有众多居民居住，他们部分被几大帝国统治，有加涅姆-博努（Kanem-Bornu）、瓦达伊（Ouaddai）、巴吉尔米（Baguirmi）和沿着上尼罗（the Upper Nile）以乍得湖为基地的达富（Dafour）部落。后来，多个苏丹国宣称拥有现今中非，并将其作为奴隶的来源，成為販售黑奴的交通要道。
1875年，苏丹国苏丹Rabih az-Zubayr统治上乌班吉。1894年納入法屬剛果，1903年為法屬乌班吉沙里領地（Territoire d'Oubangui-Chari），1910年屬法屬赤道非洲，1958年成立自治政府，之後成為半自治的中非共和國（Répulique Centrafricaine），巴泰勒米·波冈达為首任總理，1959年波冈达死於空難之中，大衛·達科（David Dacko）繼任為總理。
1960年8月13日中非共和國獨立後，大衛·達科出任臨時總統，不久成為該國首任總統，實施一黨專政。1965年12月31日晚上，陸軍參謀長博卡薩上校發動政變推翻達科，博卡薩在次日自立為總統。博卡薩上台後推行暴政，人民苦不堪言。1976年12月4日，博卡薩自封皇帝，改國名為中非帝國，並在次年12月4日舉行盛大的加冕禮。1979年9月20日，前總統達科趁博卡薩出國訪問利比亞之際，在法國軍隊協助下發動政變推翻博卡薩，達科再次出任總統，並恢復國名為中非共和國。1981年9月，安德烈·科林巴將軍發動政變推翻達科，自任國家元首。1993年，中非舉行歷史上首次民主選舉，昂热-菲利克斯·帕塔塞當選總統。2003年3月，前武裝部隊參謀長弗朗索瓦·博齐泽的部隊攻入首都班基，帕塔塞政府被推翻，博齊澤自立為總統。博齊澤在2005年總統選舉中勝出。曾經接待流亡的海地總統阿里斯蒂德。
原訂於2010年4月的總統選舉被無限延期。近年常遭受聖主抵抗軍的侵擾，聯合國安理會、周邊各國和美國協助其打擊叛軍。2013年，主要由穆斯林組成的塞雷卡武裝聯盟推翻弗朗索瓦·博齐泽政權，米歇尔·乔托迪亚成為總統。新政府未能制止塞雷卡成員對基督徒平民的暴行，導致基督徒組織民兵反抗及襲擊穆斯林報復，國家陷入基督徒與穆斯林之間的族群衝突。
2014年1月，喬托迪亞在鄰國施壓下辭職。亚历山大·费迪南·恩根代（Alexandre-Ferdinand Nguendet）担任临时总统。卡特琳娜·桑巴-潘扎随后从八个候选人中被选举为临时总统，法國政府在聯合國安理會支持下，出兵干預，平定局勢。12月13日的公投活動通過了新憲法並於2015年12月30日舉行投票。
福斯坦-阿尔尚热·图瓦德拉在2015年－2016年中非共和國大選第二輪選舉中獲得62.71%選票勝出，3月30日就任總統。

## 地理

### 位置與地形

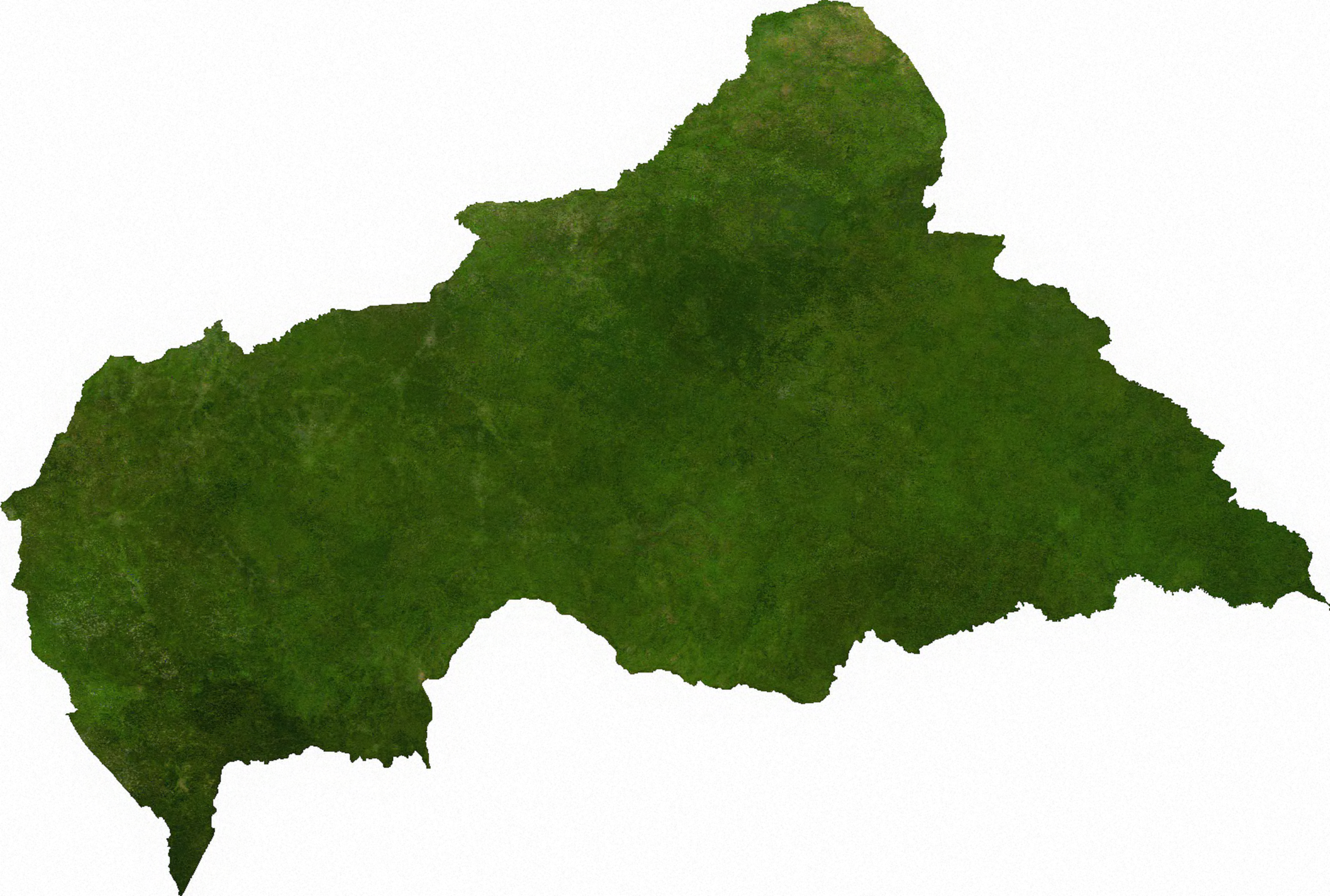
中非共和國的衛星圖像

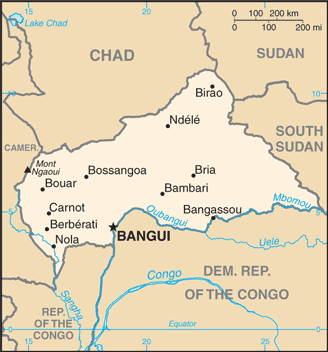
中非共和國地圖

中非共和國位置在北緯三度至十一度間，這個國家位在非洲大陸的中心，為南來北往、東西行走必經之路，戰略地位十分重要，全國總面積62萬5900平方公里。中非東北和蘇丹接壤，東接南蘇丹，南界剛果民主共和國，西南鄰剛果共和國，西接喀麥隆，北和查德毗連，距海約一千公里，是個沒有出海口的內陸國家。境內地勢高亢，丘陵起伏，平均海拔約七百公尺，是非洲中南部的高原地帶。

### 水系
中非境內河流縱橫，主要河流有烏班基河、沙利河、洛公河和曼波河（Mambere）等，河谷地勢較平，兩岸以外都是山地和高原。

### 氣候
中非共和國北部屬於熱帶莽原氣候，南部則為熱帶雨林氣候，平均氣溫約攝氏27.8度（華氏82度）。南部一帶，雨季長達八個月，雨水豐富，最南部年雨量約一千兩百毫米，河谷附近地帶，也很潮濕，適於農耕。

### 野生動植物
中非共和國的野生生物分布在廣袤的剛果河流域的熱帶雨林和大稀樹草原之間的自然棲息地。

## 政治

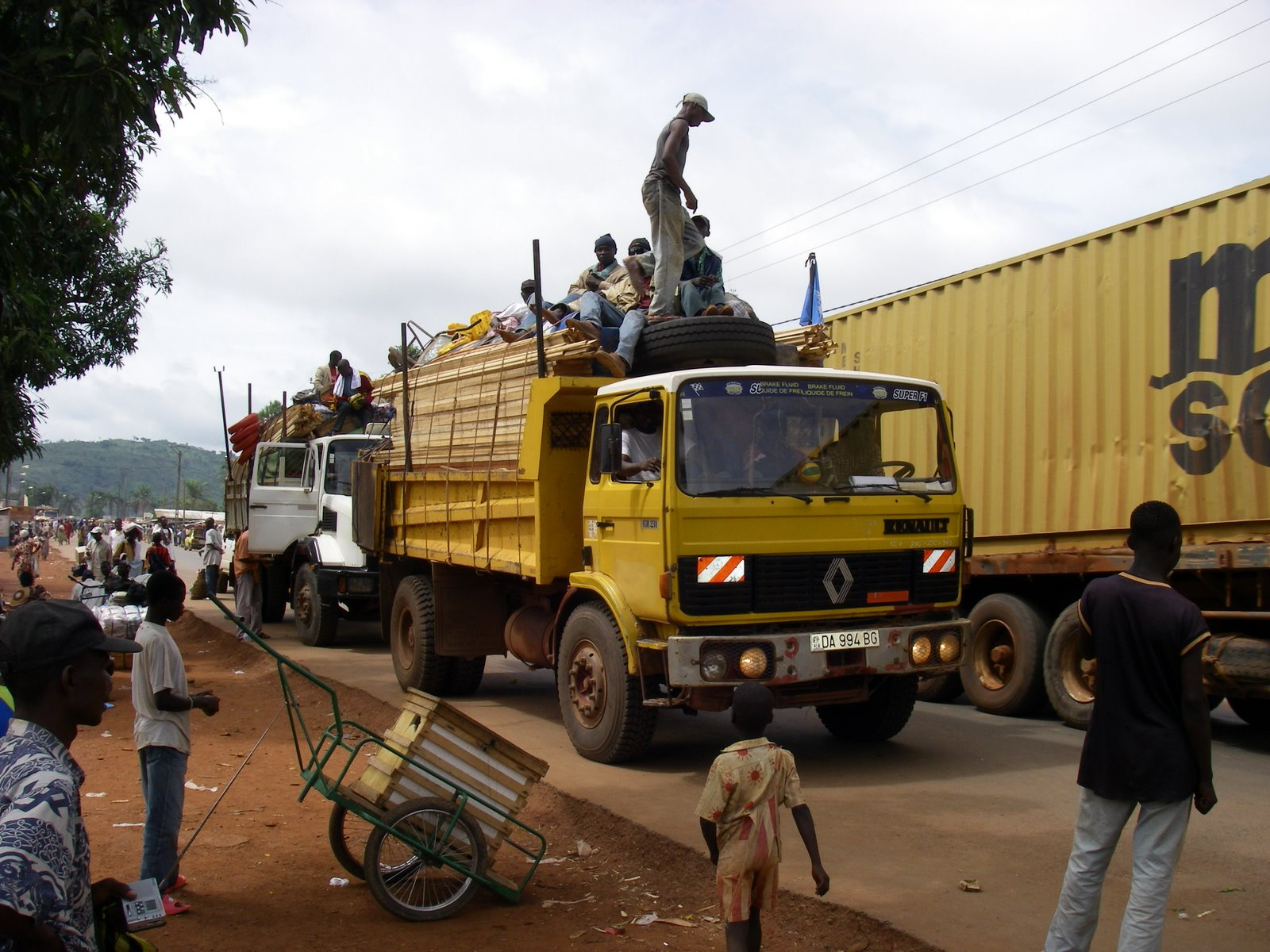
中非的木材業

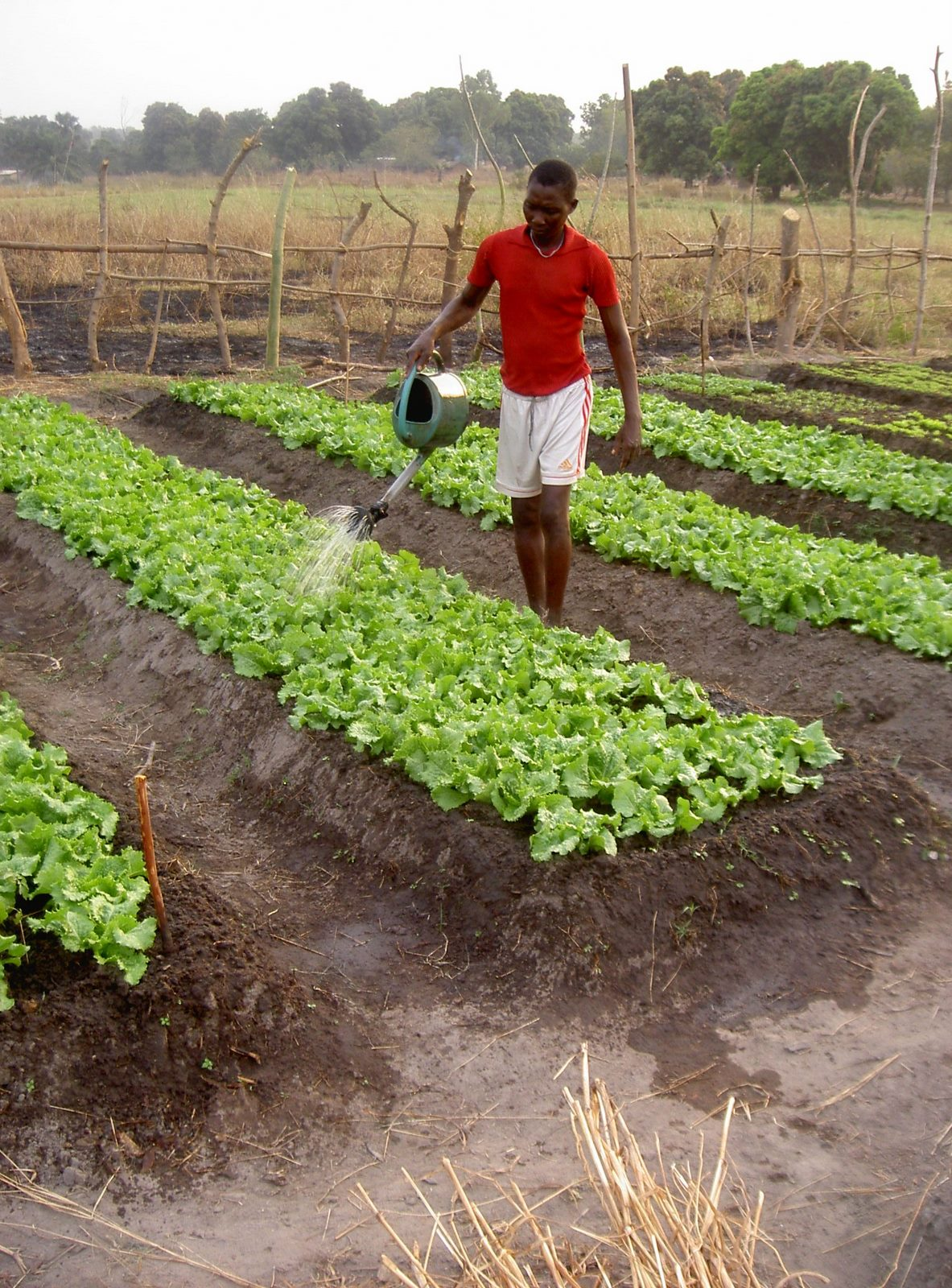
蔬菜田

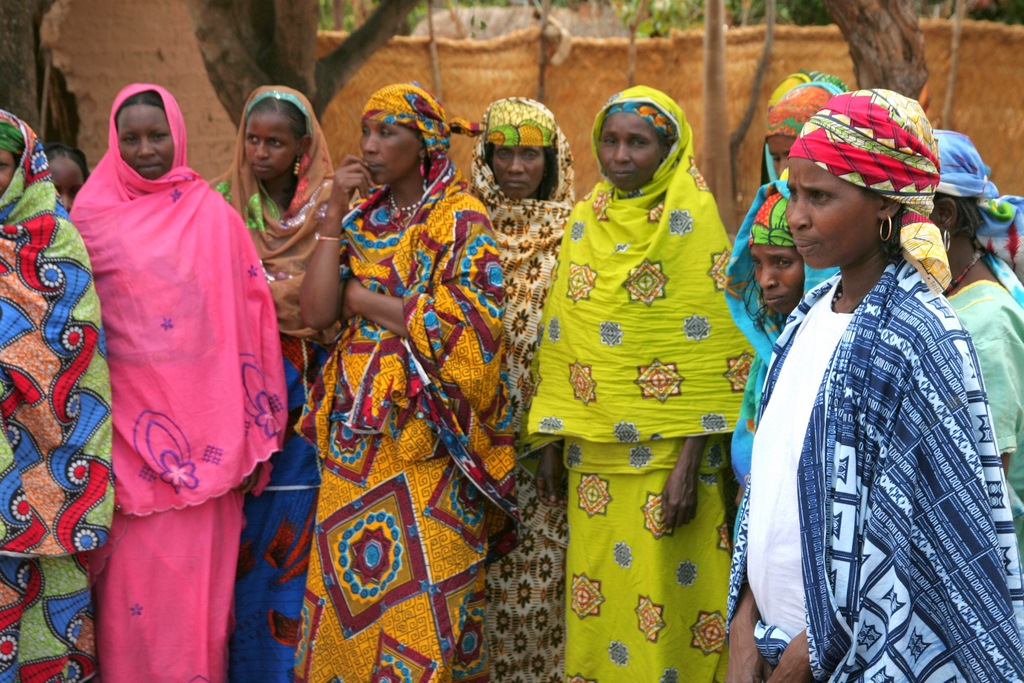
部落婦女

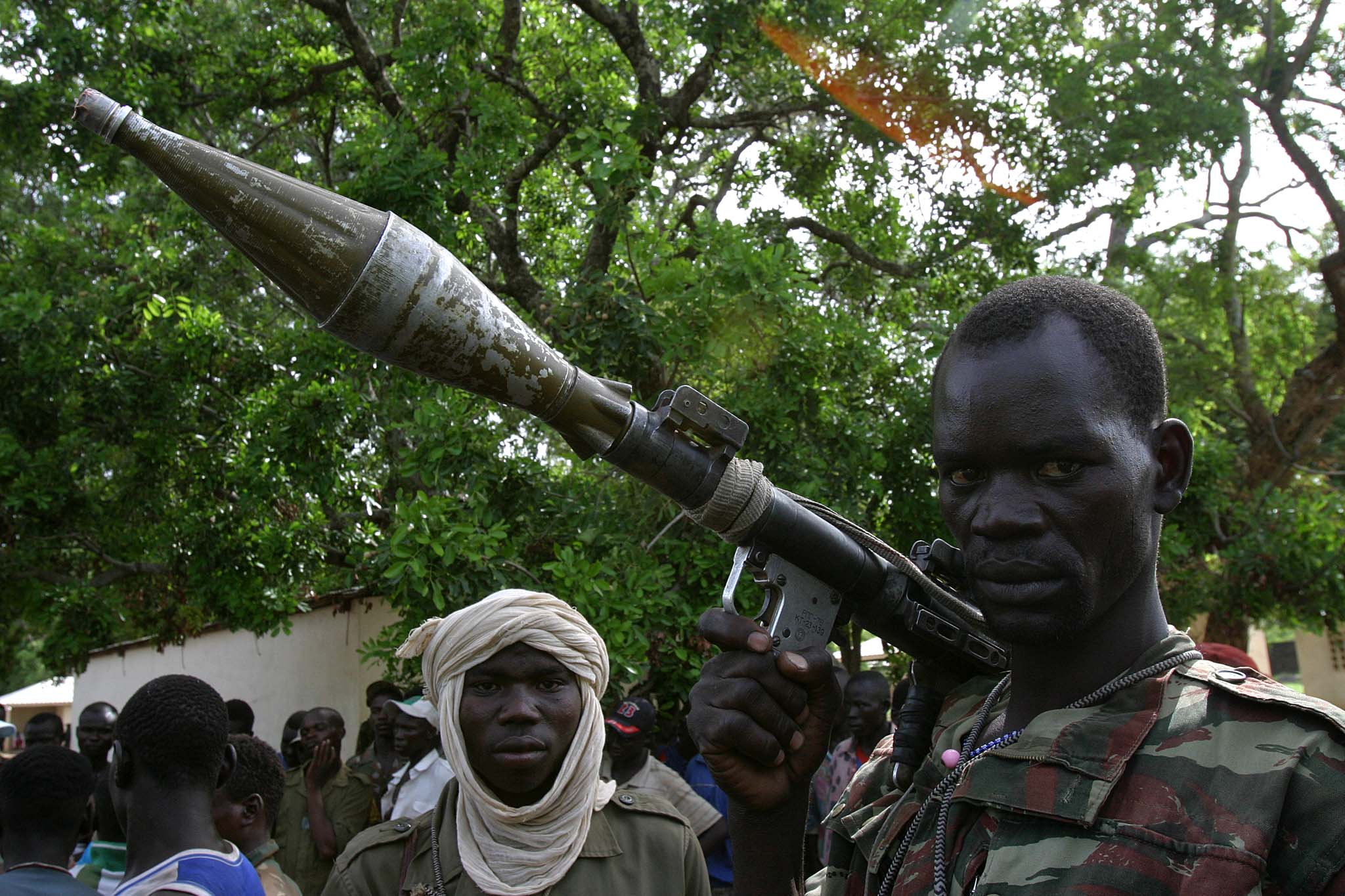
叛軍游擊隊

2004年12月5日的全民公決通過了新憲法，規定總統為國家元首，由直接選舉產生，任期5年，可連任一次。總理為政府首腦，由總統任命。新憲法生效後的第一屆國民議會有105位議員，由直接選舉產生，任期5年。

## 宗教
中非共和國第一大宗教為基督教，約佔9成人口。

## 經濟
中非是世界最不發達國家之一，經濟以農業為主。自獨立以來，政府一直倚賴外國援助。
法国是中非的最大援助国，1997年以前每年向中非提供援助达6000～9000万美元。1997年起法对中非援助急剧下降至每年3000万美元左右，但仍占中非所获外援总额的30％左右。多边援助主要由联合国系统和欧盟提供。2000年中非获外援总额为7590万美元，其中法国援助5310万美元，欧盟援助590万美元。
2022年4月28日，中非共和國宣布接納比特幣為法幣。

### 農業
中非以農立國，大部份為小農制，主要農產品有米、花生、菸葉、玉蜀黍、甘蔗、胡椒、咖啡、棉花、蔬菜和水果等，糧產不足自給。其中咖啡和棉花是僅有的農產輸出品。咖啡多由歐洲人經營；棉花品質為全非洲之冠。此外，還出產一些橡膠和棕櫚油等。林產十分豐富，中非有森林22萬6958平方公里，森林覆蓋率約36.4％，除了擁有特產黑漆木外，還產有各種樹木，境內的西南部有廣大的赤道森林，但因運輸困難，因此森林資源無從開發。

### 畜牧業
中非畜牧業很是發達，全國有牛隻最多，另有山羊、綿羊、馬及豬。

### 漁業
漁產豐富，境內各河流都有味道鮮美的狗魚、鱸魚和鰻魚等，有很多人闢池養魚，魚獲量勉強可以自給自足。

### 礦業
境內礦產不豐，有少量的鐵、鋁、銅、鎘、鈾、黃金和鑽石。鑽石大部份在國內加工後輸出。

### 工業
工業方面有採礦、水力發電、軋棉、紡織、釀酒、自行車、皮鞋、農產品加工、鑽石加工、肥皂、香水、成衣、針織、收音機、香菸、塑膠和咖啡加工等。

### 出口貿易
在出口貿易方面，2015年輸出總值約為1.728億美元，主要輸出品有棉花、咖啡、鑽石和木材等，主要輸出國為中華人民共和國、印度尼西亚、刚果民主共和国及挪威。

### 進口貿易
在進口貿易方面，2015年輸入總值約為2.649億美元，主要輸入品有燃料、食物、石油、飲料、藥品、汽車和零件、鐘錶、收錄音機、玻璃製品、紙張、紡織品、事務儀器、文具、傢具、水泥、金屬製品、機械、電氣設備、化學產品、橡膠和衣著等。主要貿易國是挪威、法國、美國。

## 國防
全國武裝部隊分為陸軍、總統衛隊、憲兵及空軍，合共約2500人。另有外國駐軍。

## 交通
中非共和國境內交通不便，除了沿河一帶的幾個城市外，境內大多數內地從來沒有外人來過，所以整個國家和外界接觸的機會也不多。
國內沒有鐵路，交通限於河流、公路和航空。烏班基河可通航約六百公里，沙利河和洛公河部份也可以通航。內陸交通以公路為主，境內重要地區都有公路銜接，四季都可以通車，公路全長2萬4307公里。航空事業發展迅速，客運繁忙，且商人們也已普遍利用航空貨運。

## 體育
1968年，中非共和國首次派遣代表團赴墨西哥城參加夏季奧運會。但之後中斷了16年缺席3屆（1972、1976、1980），直到1984年才再度重返夏季奧運會，並連續派團參加10屆（1984、1988、1992、1996、2000、2004、2008、2012、2016、2020）。其中1988年漢城（首爾）第24届夏季奧運會上，中非共和國籃球代表隊獲得第10名。

## 外交
至2019年4月为止，中非共和国已先后同108个国家建立外交关系。
中非共和国是中部非洲国家经济共同体的成员

## 行政區劃
全國分為16個省：

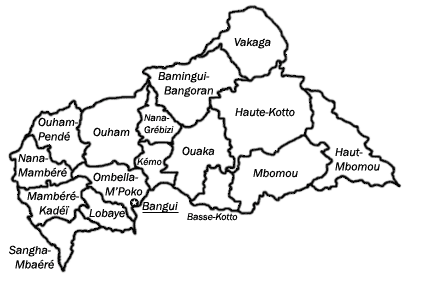
中非共和國行政區劃

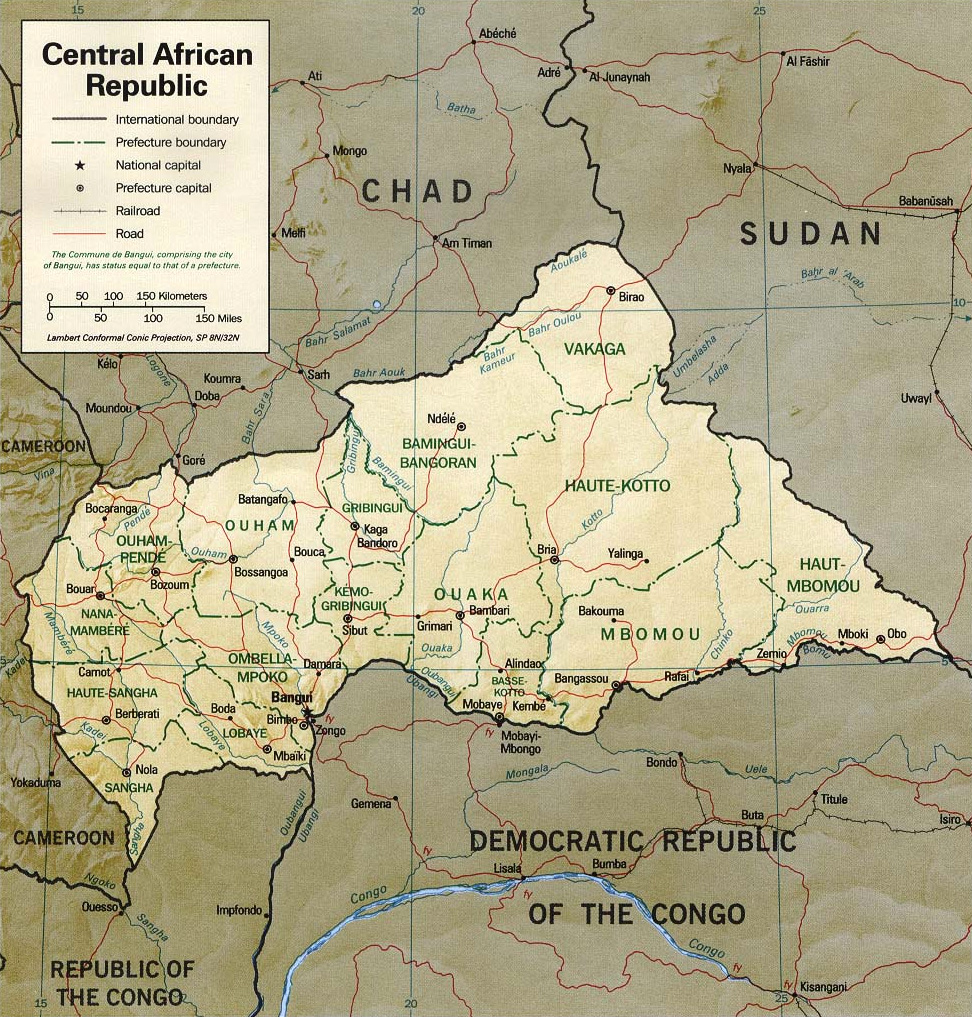
行政區

1. 翁貝拉-姆波科省（Ombella-M'Poko）

2. 洛巴耶省（Lobaye）

3. 瓦卡加省（Vakaga）

4. 巴明吉-班戈蘭省（Bamingui-Bangoran）

5. 纳纳-格雷比济省（Nana-Grébizi）

6. 瓦姆省（Ouham）

7. 納納-曼貝雷省（Nana-Mambéré）

8. 瓦姆-彭代省（Ouham-Pendé）

9. 曼貝雷-卡代省（Mambéré-Kadéï）

10. 桑加-姆巴埃雷省（Sangha-Mbaéré）

11. 凱莫省（Kémo）

12. 瓦卡省（Ouaka）

13. 下科托省（Basse-Kotto）

14. 上科托省（Haute-Kotto）

15. 姆博穆省（Mbomou）

16. 上姆博穆省（Haut-Mbomou）
首都班基是直轄市。

## 重要城镇
- 比勞（Birao）
- 布里亚（Bria）
- 博阿利
- 奧博（Obo）
- 班巴（Bambari）
- 班加苏（Bangassou）
- 班基（Bangui）- 中非共和國首都
- 布阿尔（Bouar）
- 贝贝拉蒂（Berberati）